# Elektra Records
Elektra Records es un sello discográfico americano propiedad de Warner Music Group, fundado en 1950 por Jac Holzman y Paul Rickolt. Jugó un papel importante en el desarrollo de folk contemporáneo y música rock entre las décadas de 1950 a 1970. En 2004, se consolidó en WMG Atlantic Records Group. Después de cinco años de inactividad, el sello revivió como una impresión de Atlantic en 2009. A partir de octubre de 2018, Elektra se separó del paraguas con Atlantic y se reorganizó en Elektra Music Group, otra vez como grupo independiente, esto volvió a cambiar en 2022, pues Warner compró el sello independiente 300 Entertainment y con esto, se decidió combinarlos y crear el paraguas 300 Elektra Entertainment.

## Historia

### Comienzos
Elektra fue fundada en 1949 por Jac Holzman y Paul Rickholt, aportando 300 libras cada uno. La ortografía correcta del personaje de la mitología griega Electra fue cambiada por Holzman añadiendo, según sus propias palabras, «la "K" que le faltaba».
El primer álbum, publicado bajo el sello Elektra Records, «New Songs» (EKLP 1, lanzado en marzo de 1950), era una recopilación de lieder que vendió pocas copias. A lo largo de los años 50 y principios de los 60 el sello se especializó en música folk, publicando varios álbumes con gran éxito de ventas de artistas como Judy Collins, Phil Ochs o Tom Paxton, pero a mediados de los 60 cambió al pop y al rock, consiguiendo un gran prestigio en la escena musical por ser uno de los primeros sellos en contratar a artistas de la primera ola de rock psicodélico de 1966 y 1967. Los fichajes más importantes del sello fueron la banda de Chicago Paul Butterfield Blues Band (con Mike Bloomfield), las bandas de Detroit The Stooges y MC5 y los angelinos Love y The Doors. Cabe destacar que fueron precisamente los californianos The Doors los que consiguieron el primer disco de oro a Elektra Records con el sencillo de su canción Light My Fire, de su álbum homónimo. En 1966, la compañía también comenzó la publicación, en su filial Nonesuch Records, de la serie Nonesuch Explorer Series, una de las primeras recopilaciones de lo que ahora se conoce como world music. Partes de varias grabaciones de esta filial se incluyeron más tarde en los dos discos de oro de las Voyager que fueron enviados al espacio en 1977 a bordo de las naves Voyager 1 y Voyager 2.

### La fusión con Asylum Records
Elektra fue adquirida por la compañía Kinney National en 1970, junto con su filial Nonesuch Records. Al poco tiempo, la compañía Kinney consolidó su holding de discográficas bajo la compañía Warner Communications. Holzman continuó a cargo de Elektra hasta 1972, cuando ésta se fusionó con Asylum Records y pasó a llamarse Elektra/Asylum Records, con el fundador de Asylum, David Geffen, a su cargo. Holzman fue designado vicepresidente y fundó Discovery Records. Aunque en los comienzos utilizaron el nombre formal de la compañía, «Elektra/Asylum Records», según fueron pasando los años de forma informal se autodenominaron Elektra Records, con Asylum funcionando como una filial. En 1975, Geffen dejó su cargo debido a problemas de salud. Bob Krasnow pasó a ser el nuevo presidente y director general en 1983. Fue bajo la dirección de Krasnow durante la que Elektra contrató, gracias a un simple empleado, Tom Zutaut, a una de las bandas de más éxito de la década de los 80, los angelinos Mötley Crüe, para la reedición de su primer álbum de estudio, Too Fast For Love y sus trabajos posteriores.

### Elektra Entertainment Group
En 1988 la compañía cambió su nombre oficial a Elektra Entertainment. Krasnow fue sustituido en la dirección de la empresa en 1994. Su puesto fue ocupado por Sylvia Rhone. Ese mismo año, el sello pasó a ser Elektra Entertainment Group. Durante este periodo, Elektra llegó a un acuerdo con el sello británico 4AD, convirtiéndose en el distribuidor para Norteamérica de sus artistas, entre ellos Pixies, The Breeders, Frank Black y The Amps. Esto condujo a la filial de Elektra, Warner Strategic Marketing, a firmar un contrato exclusivo para la distribución en América de casi todas las publicaciones de 4AD entre 1992 y 1998. Mötley Crüe, una de las bandas referencia del sello, abandonó Elektra, justo durante el liderazgo de Rhone, debido a la falta de apoyo de la discográfica. Otro de los grandes fichajes del sello durante los 80 fue Metallica, con quienes, desde 1984, editaron un total de 8 álbumes de estudio y 2 álbumes en vivo hasta el año 2012 cuando dejaron el sello para formar su propia discográfica, Blackened Recordings.

### Absorción de Atlantic
En febrero de 2004, el grupo Warner Music fue vendido por Time Warner a un grupo de inversores formado por Thomas Lee Partners, Brain & Company y Edgar Bronfman Jr., quien asumió las funciones de director general sustituyendo a Sylvia Rhone. Buscando un modo de ahorrar dinero, los nuevos dueños decidieron fusionar Elektra y Atlantic Records. Dado que Elektra era la que menos beneficios producía de las dos, formaron la nueva compañía llamada Atlantic Records Group, el 40% de las operaciones provenía del catálogo de Elektra y el 60% de Atlantic. Elektra pasó a ser subsidiaria.
La situación actual de Elektra es incierta. A pesar de que Warner Music no ha hecho ningún comunicado oficial respecto a la disolución de Elektra, y mantiene el nombre y el logo en activo en los comunicados de prensa, la realidad es que Elektra no ha aparecido en ningún lanzamiento destacado desde su absorción por Atlantic Records. En los últimos años, muchos de sus artistas han publicado sus trabajos a través de Atlantic. El catálogo de Elektra continúa publicándose y reeditándose en la actualidad a través de Rhino Records, que publicó una caja de 5 discos recopilatorios de varios artistas titulado Forever Changing: the Golden Age of Elektra Records 1963-1973 en noviembre de 2006.

## Artistas
Algunos de los artistas que han publicado con este sello:
- 10,000 Maniacs
- AC/DC
- Anthrax
- Asspera
- The Afghan Whigs
- Bad Company
- Björk
- Bruno Mars
- Damageplan
- Deee-Lite
- Dokken
- Down
- Dream Theater
- The Cars
- The Cure
- Tracy Chapman
- The Doors
- Ed Sheeran
- Etta James
- Faster Pussycat
- Huey Lewis and the News
- MC5
- Fad Gadget
- Metallica
- Mindless Self Indulgence
- Mötley Crüe
- Joni Mitchell
- Justice
- Love
- Marina and the Diamonds
- Moby
- Nina Simone
- Natalie Merchant
- Ol' Dirty Bastard
- Old 97's
- PinkPantheress
- Pixies
- Queen
- The Pogues
- Rubén Blades
- The Runaways
- The Stooges
- Television
- Tracy Chapman
- Twenty One Pilots
- Violent Femmes
- Tom Waits
- Ween
- X
- Yes
- Yngwie Malmsteen